# Killer Queen
«Killer Queen» (укр. «Убивча Королева») — пісня британського рок-гурту «Queen». Це був їхній перший міжнародний хіт, який посів 2 позицію у Великій Британії та став їхнім першим хітом в США, який посів 12 позицію в «Billboard Hot 100». Пісню написав вокаліст Фредді Мерк'юрі та гурт записав її для свого третього альбому «Sheer Heart Attack» 1974 року.
Ця пісня про дівчину за викликом з вищого соціального прошарку. Пісню можна схарактеризувати як фортепіанний пеан (гімн) Мерк'юрі, присвячений куртизанці, яка «п'є шампанське Moët великими ковтками».
У 1975 році Мерк'юрі отримав за пісню нагороду «Ivor Novello» від Британської академії піснярів, композиторів і авторів. Пісня ввійшла до першої збірки «Queen» «Greatest Hits» (1981) і «Absolute Greatest» (2009). Вона також була записана для живих альбомів «Live Killers» і «Queen Rock Montreal».

## Створення
Пісня ознаменувала собою відхід від більш «важкого музичного матеріалу» перших двох альбомів гурту, а також початок більш стилістично різноманітного підходу до написання пісень. Разом з тим «Killer Queen» зберегла сутність фірмового звучання «Queen», особливо в її ретельних вокальних гармоніях.
Фредді Мерк'юрі прокоментував, що він написав текст перед написанням мелодії та музики, тоді як зазвичай він робив навпаки. Він заявив, що пісня була про дівчину з вищого соціального прошарку, хоча промоутер «EMI» Ерік Холл стверджує, що пісня про нього. Запис містить чіткі чотирьох-голосі гармонії (особливо у приспівах та на кінцях куплетів), а також багатошарове гітарне соло Браяна Мея, яке використовує ефект «дзвону». У першому куплеті пісні цитується фраза, помилково приписувана Марії-Антуанетті: «„Нехай їдять тістечка“, — говорить вона, подібно Марії-Антуанетті».

## Запис пісні
Крім традиційного рояля, Мерк'юрі для запису пісні використав також піаніно, щоб відтворити звучання подібне до водевілю. В одному із місць пісні, збігаються дві окремі бас-гітарні партії, одна з яких згодом відхиляється у спадаючому напрямку. На відміну від двох попередніх альбомів «Queen», цю пісню було частково записано в «Rockfield Studios» в Уельсі.

## Реліз
Після виходу синглу, «Killer Queen» стала «проривним» хітом «Queen», який досяг другого місця у Великій Британії та дванадцятого місця в США. Вона вийшла на подвійний A-стороні у Великій Британії, США і Канаді (де вона досягла 15 місця в національному чарті синглів «RPM 100»), з піснею «Flick of the Wrist». У 1986 році вона вийшла на Б-стороні синглу «Who Wants to Live Forever».

## Queenпро запис
Фредді Мерк'юрі:
«Люди звикли до хардроку, енергійної музики від Queen, більше того, ви можете очікувати, що навіть Ноел Ковард заспіває цей сингл. Це одна річ із числа тих котелків та чорних підтяжок, які б Ковард не носив би. Ця пісня про дівчину по-виклику з вищого соціального прошарку. Я намагаюся сказати, що люди з еліти можуть бути повіями також. Ось про що ця пісня, хоча я б вважав би за краще, аби люди робили свої власні тлумачення її, припускаючи наявність у ній речей, які їм до вподоби»
Браян Мей:
«„Killer Queen“ стала поворотним моментом. Це була пісня, яка найкраще підсумувала нашу музику і великий хіт, і ми відчайдушно потребували її як знак чогось успішного для нас… Я завжди був дуже задоволений цією піснею. Весь запис був зроблений дуже професійно. Мені до сих пір хочеться слухати її, тому що є що послухати, але вона ніколи не буває перевантажена. Завжди є місце для всіх маленьких ідей. І, звичайно, мені подобається соло з цією трьохчастинною секцією, де кожна частина має свій власний голос. Що я можу сказати? Це старовинний „Queen“. Вперше, коли я почув, як Фредді грав цю пісню, я лежав у своїй кімнаті в Рокфілді (жива студія звукозапису в Уельсі), почуваючись дуже хворим. Після першого американського туру „Queen“ у мене був гепатит, а потім у мене були дуже погані проблеми зі шлунком, і мені довелося лікуватися. Так, я пам'ятаю, як я лежав там, слухаючи, як Фредді грає цю чудову пісню, відчуваючи смуток, тому що я подумав: "Я навіть не можу встати з ліжка, щоб брати участь в цьому. Можливо, гурту доведеться йти без мене. Ніхто не міг зрозуміти, що зі мною не так. Але потім коли я вийшов з лікарні, і я придумав, слава богу. І коли я знову вийшов, ми змогли закінчити „Killer Queen“. Вони залишили мені трохи місця, і я зробив соло. У мене були сильні почуття з приводу одного з бітів гармонії у приспіві, так що у нас бувало і таке»

## Живе виконання
Пісня регулярно виконувалася між 1974 і 1981 роками як частина попурі. У 1974–75 роках, вона виконувалася після пісні «In the Lap of the Gods», а у 1975–76 після «Bohemian Rhapsody». У 1984 та 1985 роках, пісня виконувалася протягом «The Works Tour», вона повторно ввійшла до попурі услід за скороченою версією «Somebody to Love».
Третій куплет і приспів пісні ніколи не виконувалися наживо.

## Оцінки критиків та вплив
Завдяки пісні Мерк'юрі виграв свою першу премію Ivor Novello від Британської академії піснярів, композиторів і авторів.
«AllMusic» описав «Killer Queen» як справжній початок «радіозвучання» «Queen» і «нагадує пісні кабаре минулих років, але також показує, як „Queen“ швидко стали майстром павер-попу». Рок-історик Пол Фоулз писав: «„Killer Queen“, з її легковажними паризькими образами, дозволили свободу експресії в унікальному рок-театрi Мерк'юрі».
Американська попспівачка Кеті Перрі зазначала, що «Killer Queen» мала важливий вплив на неї. Вона сказала: «Пісня „Queen“ „Killer Queen“ змусила мене відкрити для себе музику і допомогла мені найти себе у віці 15 років. Те, як Фредді Мерк'юрі подав свою лірику, змусило мене відчути себе впевненою жінкою».
У четвертій частині манґи «Химерні пригоди ДжоДжо» персонаж-антагоніст Кіра Йошикаге має здібність, що називається «Killer Queen». Пісня з'являється у фінальній сцені однойменного епізоду мультсеріалу «Гріфіни».

## Чарти
| Чарт (1974–75)                     | Позиція |
| ---------------------------------- | ------- |
| Австралія (Kent Music Report)      | 24      |
| Австрія (Ö3 Austria Top 40)        | 10      |
| Бельгія (Ultratop)                 | 4       |
| Канада (RPM)                       | 15      |
| Нідерланди (Nederlandse Top 40)    | 3       |
| Франція (SNEP)                     | 10      |
| Німеччина (Media Control Charts)   | 12      |
| Ірландія (Irish Singles Chart)     | 2       |
| Норвегія (VG-lista)                | 4       |
| Велика Британія (UK Singles Chart) | 2       |
| США (Billboard Hot 100)            | 12      |
| США (Cashbox Top 100)              | 12      |

| Чарт (2018)                      | Позиція |
| -------------------------------- | ------- |
| Australia (ARIA)                 | 85      |
| Японія (Japan Hot 100)           | 47      |
| США (Hot Rock Songs) (Billboard) | 12      |

| Чарт (1974)                        | Позиція |
| ---------------------------------- | ------- |
| Велика Британія (UK Singles Chart) | 29      |

| Чарт (1975)                     | Позиція |
| ------------------------------- | ------- |
| Канада (RPM)                    | 132     |
| Нідерланди (Nederlandse Top 40) | 46      |
| США (Billboard Hot 100)         | 78      |

## Сертифікації і продажі
| Країна                | Сертифікація | Продаж  |
| --------------------- | ------------ | ------- |
| Велика Британія (BPI) | Срібло       | 250.000 |

## Музиканти
- Фредді Мерк'юрі — головний вокал, бек-вокал, фортепіано, піаніно, клацання
- Браян Мей — електрогітара, бек-вокал
- Роджер Тейлор — ударні, трикутник, бар чаймс, бек-вокал
- Джон Дікон — бас-гітара

На деяких виступах Дікон виконував бек-вокал і грав на трикутнику.